# خيرمان دياز
خيرمان دياز (بالألمانية: Germán Díaz) (و. 1978  م) هو ملحن، وموسيقي إسباني، ولد في بلد الوليـد، يستخدم آلات Hurdy-gurdy ‏، ويستخدم آلات كاسور، ويستخدم آلات بندير، ويستخدم آلات قرقب.

## جوائز
حصل على جوائز منها:
- نيشان الفنون والآداب من رتبة قائد (17 يناير 2013)[3]
- جائزة المنافسة العامة  [لغات أخرى]‏ (1946)

## وصلات خارجية
- خيرمان دياز على موقع IMDb (الإنجليزية)
- خيرمان دياز على موقع ميوزك برينز (الإنجليزية)
- خيرمان دياز على موقع ديسكوغز (الإنجليزية)

- خيرمان دياز في قاعدة بيانات الأفلام على الإنترنت